# Piet de Laat
Piet de Laat (ca. 1961) is een Nederlandse schaker en lid van de NBC. Zijn rating op  17-03-2008 was 2474 (bron: ICCF).
In 1988 en 1991 speelde hij in het Guernsey International Chess Festival.
In 1993 werd hij kampioen ICCF van Nederland in het correspondentieschaak.

## Partij
In 1991 won De Laat (met zwart) in 14 zetten een correspondentiepartij tegen Albert Schenning: 

A. Schelling - P. de Laat (Koningsgambiet): 1. e4 e5 2. f4 exf4 3. Pf3 d6 4. Lc4 h6 5. h4 Pf6 6. Pc3 Le7 7. d3 Ph5 8. Pe5 Lxh4+ 9. Kd2 Dg5 10. Pxf7 Dxg2+ 11. Pe2 f3 12. Pxh8 fxe2 13. Lf7+ Kf8 14. Dxe2 Lg5+ (diagram)

## Externe koppelingen
- Nederlands kampioen K/22: Piet de Laat, Schaakschakeringen, september 1993
- (en)   Informatie over schaakpartijen van Piet de Laat op ChessGames.com